# Leucoptera orobi
Leucoptera orobi là một loài bướm đêm thuộc họ Lyonetiidae. Nó được tìm thấy ở Phần Lan, Estonia, Ireland, Latvia và Scotland.
Ấu trùng ăn Lathyrus linifolius. Chúng ăn lá nơi chúng làm tổ.